# Grande-Terre (Mayotte)
Pour les articles homonymes, voir Grande Terre.
Grande-Terre (appelée aussi île de Mayotte, ou Mahoré en shimaoré) est la principale île (tant par sa superficie que par sa population) du département d’outre-mer et de la région d’outre-mer (DOM-ROM) française de Mayotte auquel elle a donné son nom. Elle se situe dans le canal du Mozambique et dans l'océan indien.

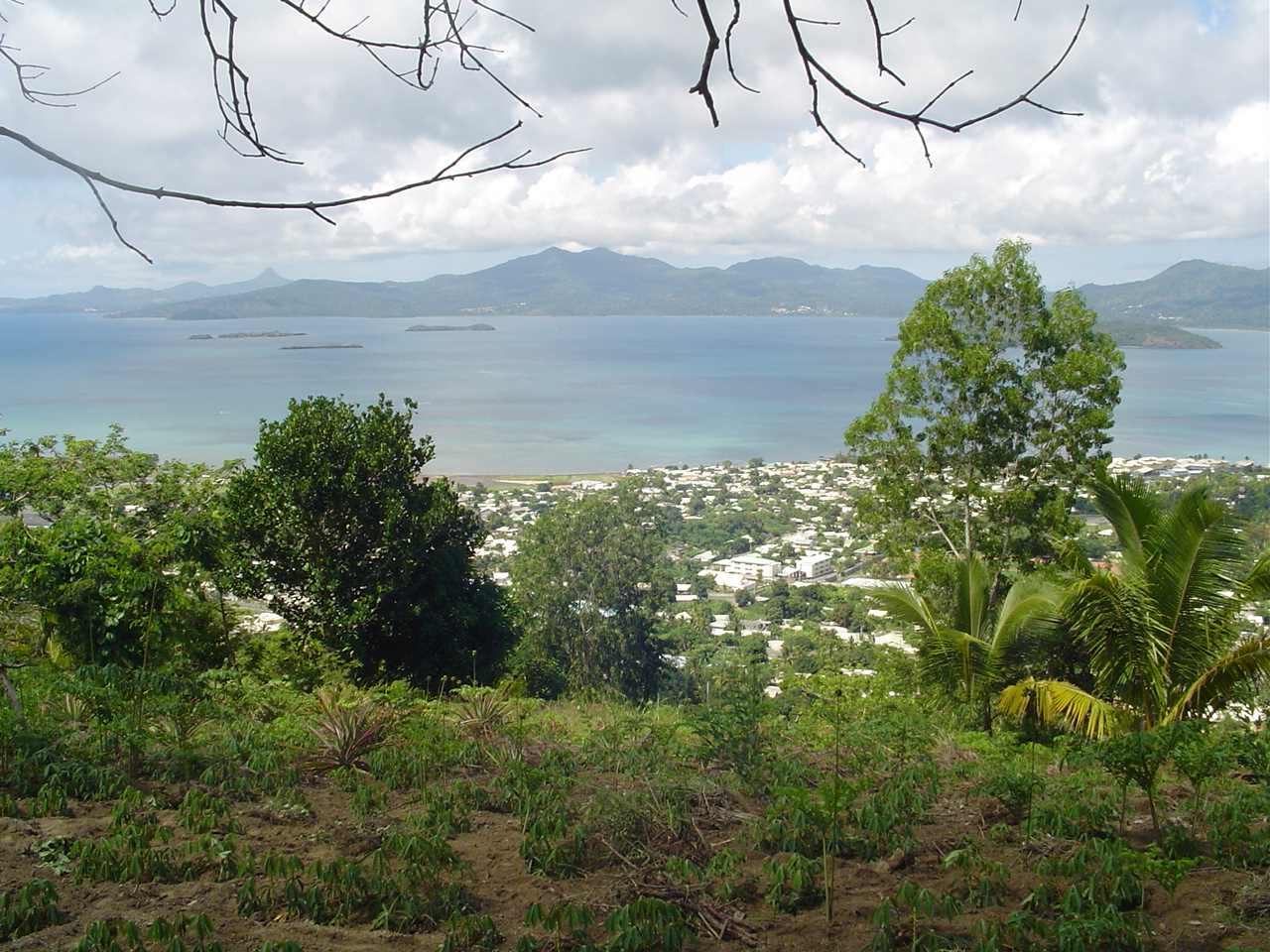
Grande-Terre depuis La Vigie

## Toponymie
Nom issu de son surnom historique en arabe « جزيرة الموت Jazirat al Mawet » signifiant « île de la Mort » (موت Mawet signifiant tout simplement « mort »).

## Présentation
L'île compte 363 km2 et mesure 39 km de long par 22 km de large.

### Relief
Ses points culminants sont :
- Mont Bénara ou Mavingoni (660 m),
- Mont Choungui (594 m),
- Mont Mtsapéré (572 m),
- Mont Combani (477 m).

## Galerie

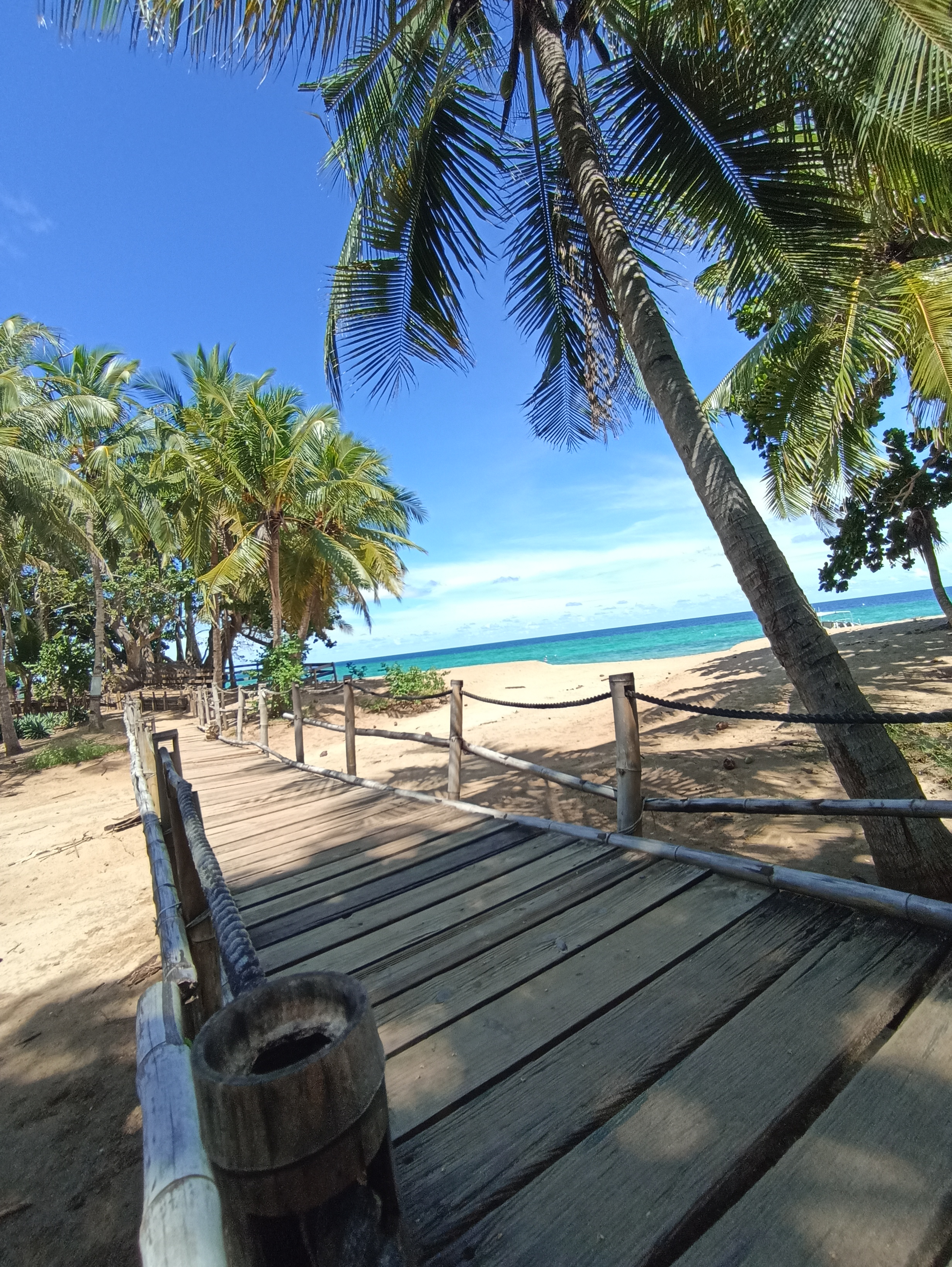
Plage de Ngouja à Kani Kéli
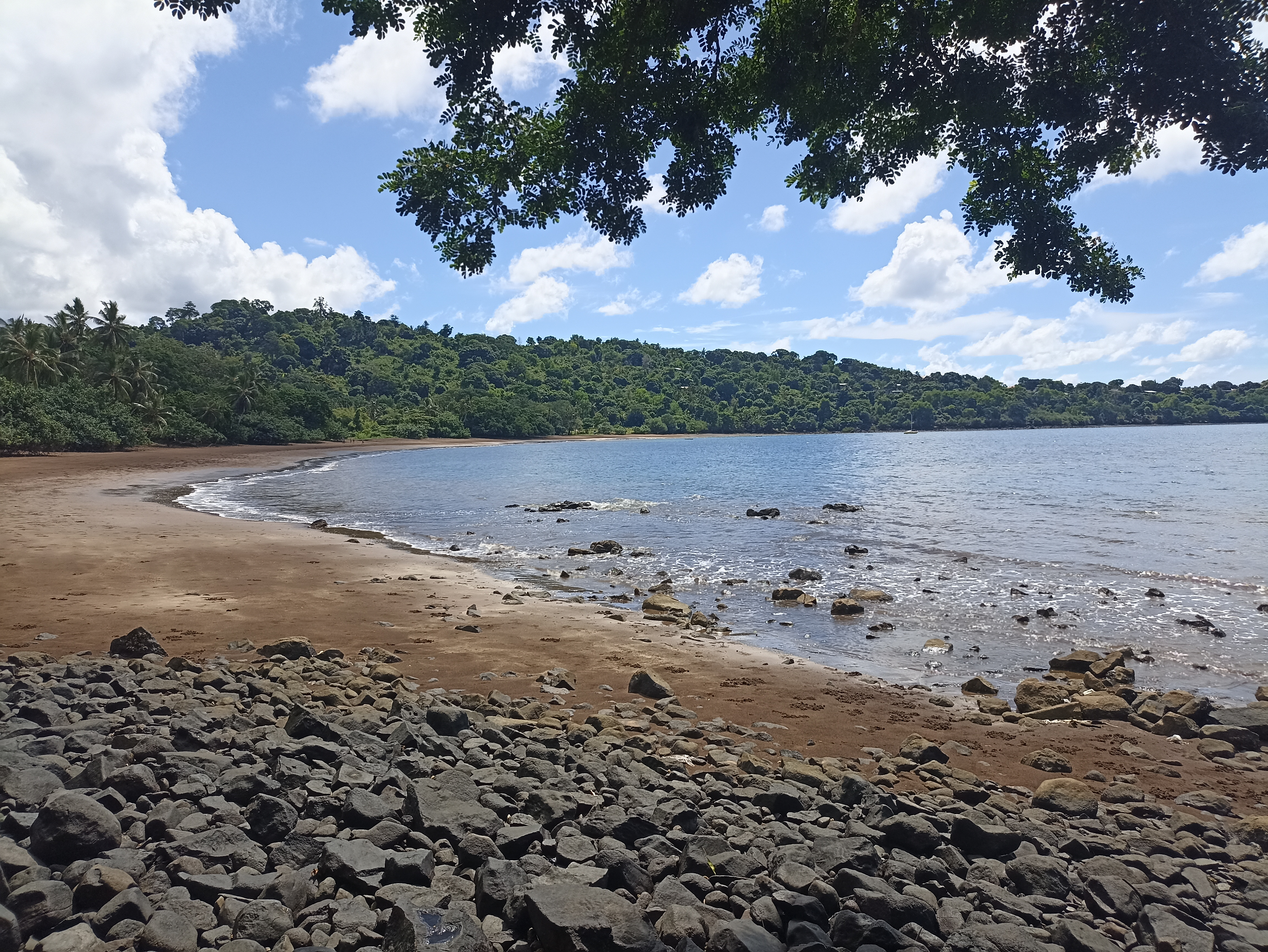
Plage de Mtsatoundou (Bandrélé)
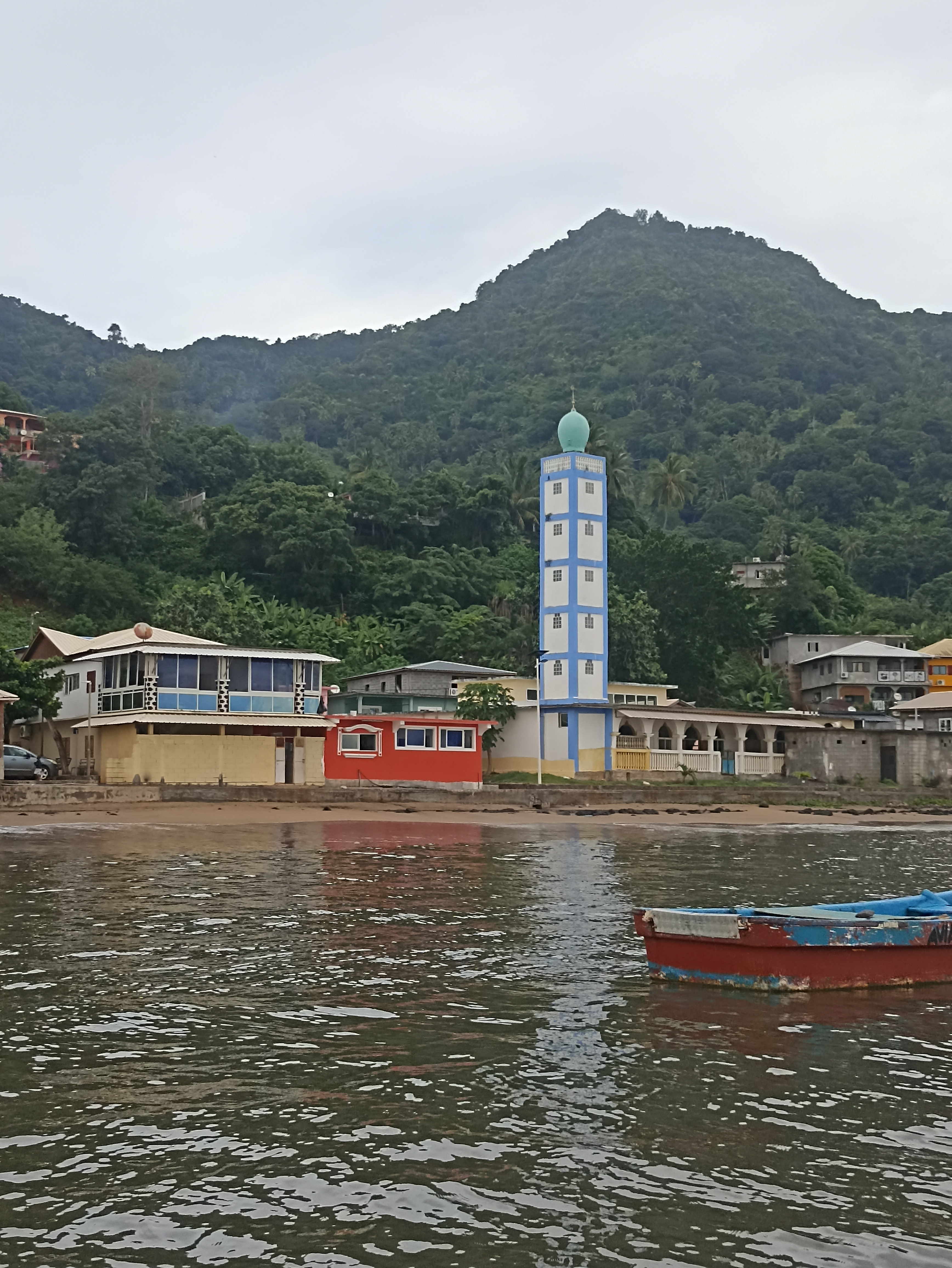
Hamjago, dans la commune de Mtsamboro